# Ksyróvrisi
Ksyróvrisi (Xirovrysi) är en ort i Grekland.   Den ligger i prefekturen Nomós Evvoías och regionen Grekiska fastlandet, i den östra delen av landet, 60 km norr om huvudstaden Aten. Ksyróvrisi ligger 34 meter över havet och antalet invånare är 878.
Terrängen runt Ksyróvrisi är kuperad söderut, men norrut är den platt. Havet är nära Ksyróvrisi åt nordost. Runt Ksyróvrisi är det tätbefolkat, med 369 invånare per kvadratkilometer. Närmaste större samhälle är Chalkída, 2,6 km öster om Ksyróvrisi. 